# Michael Josselson
Michael Josselson (Tartu, Imperio ruso; 2 de marzo de 1908 - Ginebra, Suiza; 7 de enero de 1978) fue un agente de la CIA.

## Biografía
Michael Josselson nace en Estonia en una familia judía. Opuesta al régimen bolchevique, su familia emigra hacia Alemania después de la Revolución de 1917.
Josselson estudia en la Universidad de Berlín. Tras la obtención de su diploma trabaja para los almacenes Gimbels convirtiéndose en el representante de esa firma en París. Cuando Hitler alcanza el poder, Josselson abandona Alemania y emigra hacia los Estados Unidos en 1937 junto a su esposa de nacionalidad francesa. Sigue trabajando en Nueva York para la firma Gimbels como mánager.
Michael Josselson se une al ejército estadounidense durante la Segunda Guerra Mundial. Al poder hablar cuatro idiomas sin ningún rastro de acento, es dirigido hacia los servicios de inteligencia. Es enviado a Berlín con un equipo encargado de interrogar a prisioneros alemanes para determinar si eran nazis convencidos o no.
En el marco de la Guerra Fría, Michael Josselson es encargado por la CIA de crear en 1950 el Congreso por la Libertad de la Cultura. Josselson reclutar a antiguos intelectuales comunistas (André Malraux, Denis de Rougemont, Arthur Koestler, Franz Borkenau, André Gide, Raymond Aron, Bertrand Russell, Michael Polanyi, etc.) para llevar a cabo en Europa una campaña contra la influencia de las ideas marxistas, en nombre de la libertad de expresión. El libro de Frances Stonor Saunders, La CIA y la guerra fría cultural explica en detalle el papel de Michael Josselson en esa operación.
En 1966, el New York Times, revela que el Congreso por la Libertad de la Cultura recibe financiación de la CIA. En 1967, las revistas Ramparts y Saturday Evening Post investigan sobre la financiación por la CIA de varias asociaciones culturales anticomunistas. Un antiguo director de operaciones secretas de la CIA reconoce la financiación por parte de la CIA y las operaciones del Congreso por la Libertad de la Cultura. Esta revelación provoca un gran escándalo y la marcha de varios intelectuales del Congreso por la Libertad.
Al final de su vida, Michael Josselson se dedicó a la escritura de una biografía del general Mijaíl Barclay de Tolly, El General Invierno, que fue publicada de forma póstuma en 1980.

## Bibliografía

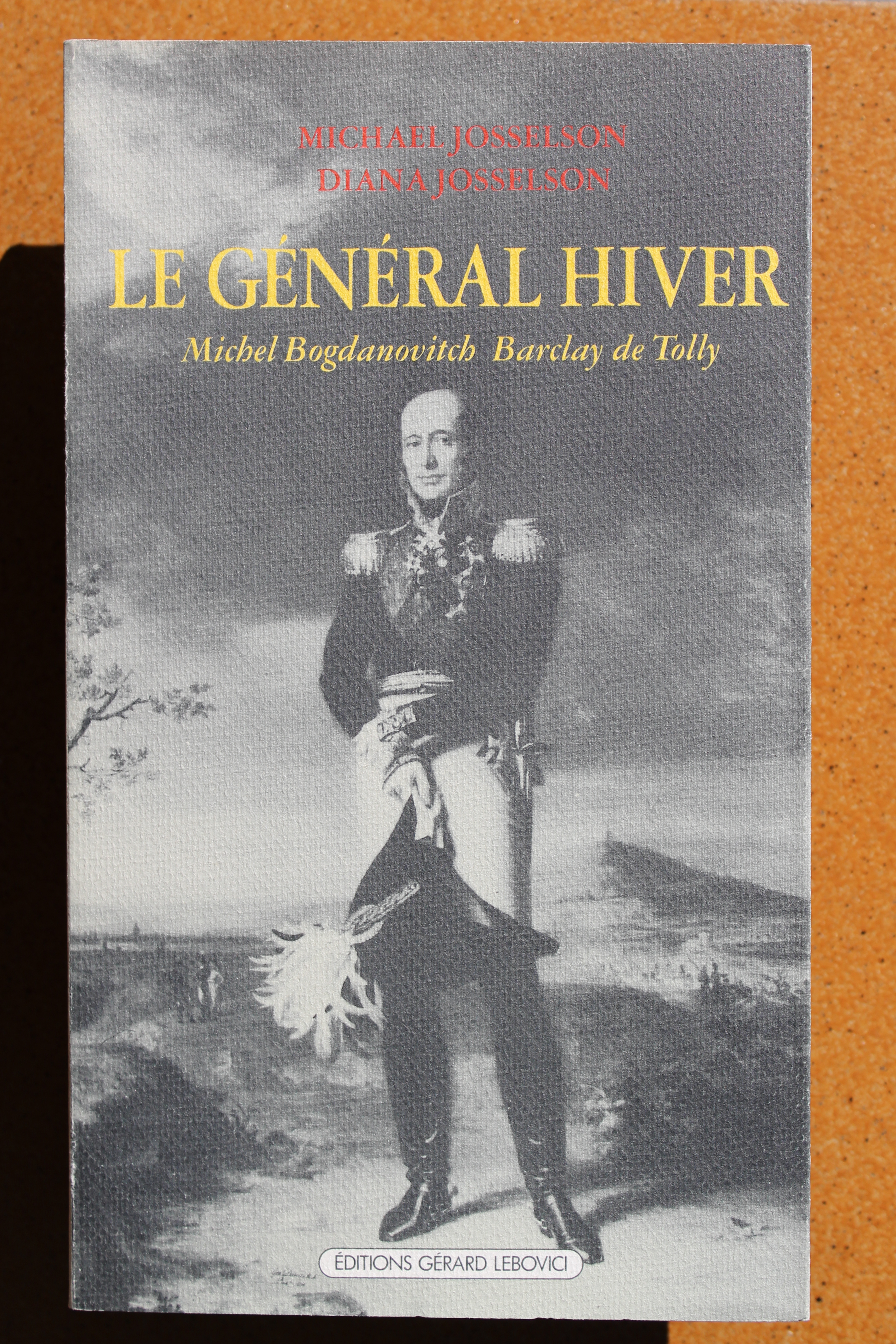
Le Général Hiver de Michael y Diana Josselson.